# Coppa Intercontinentale di skeleton 2012
La Coppa Intercontinentale di skeleton 2012 è stata la quinta edizione del circuito mondiale di secondo livello dello skeleton, manifestazione organizzata dalla Federazione Internazionale di Bob e Skeleton; è iniziata l'8 dicembre 2011 a Lillehammer, in Norvegia, e si è conclusa l'11 febbraio 2012 a Park City, negli Stati Uniti. Vennero disputate sedici gare: otto per le donne e altrettante per gli uomini in quattro differenti località.
Vincitori dei trofei, conferiti agli atleti classificatisi per primi nel circuito, sono stati la britannica Rose McGrandle nel singolo femminile, e il tedesco Michi Halilovic in quello maschile.

## Calendario
| Località    | Data                | Donne | Uomini |
| ----------- | ------------------- | ----- | ------ |
| Lillehammer | 8–9 dicembre 2011   | ●●    | ●●     |
| Sigulda     | 17–18 dicembre 2011 | ●●    | ●●     |
| Calgary     | 3–4 febbraio 2012   | ●●    | ●●     |
| Park City   | 10–11 febbraio 2012 | ●●    | ●●     |
| Totale      | Totale              | 8     | 8      |

## Risultati

### Donne
| Data             | Località    | Prime classificate            | Seconde classificate          | Terze classificate            |
| ---------------- | ----------- | ----------------------------- | ----------------------------- | ----------------------------- |
| 8 dicembre 2011  | Lillehammer | Elizabeth Yarnold Regno Unito | Sophia Griebel Germania       | Jacqueline Lölling Germania   |
| 9 dicembre 2011  | Lillehammer | Elizabeth Yarnold Regno Unito | Donna Creighton Regno Unito   | Lanette Prediger Canada       |
| 17 dicembre 2011 | Sigulda     | Donna Creighton Regno Unito   | Rose McGrandle Regno Unito    | Elizabeth Yarnold Regno Unito |
| 18 dicembre 2011 | Sigulda     | Rose McGrandle Regno Unito    | Elizabeth Yarnold Regno Unito | Sophia Griebel Germania       |
| 3 febbraio 2012  | Calgary     | Amy Williams Regno Unito      | Rose McGrandle Regno Unito    | Katie Uhlaender Stati Uniti   |
| 4 febbraio 2012  | Calgary     | Rose McGrandle Regno Unito    | Sophia Griebel Germania       | Amy Williams Regno Unito      |
| 10 febbraio 2012 | Park City   | Rose McGrandle Regno Unito    | Amy Williams Regno Unito      | Sophia Griebel Germania       |
| 11 febbraio 2012 | Park City   | Rose McGrandle Regno Unito    | Sophia Griebel Germania       | Jacqueline Lölling Germania   |

### Uomini
| Data             | Località    | Primi classificati       | Secondi classificati      | Terzi classificati              |
| ---------------- | ----------- | ------------------------ | ------------------------- | ------------------------------- |
| 8 dicembre 2011  | Lillehammer | Michi Halilovic Germania | Sandro Stielicke Germania | Ed Smith Regno Unito            |
| 9 dicembre 2011  | Lillehammer | Michi Halilovic Germania | Sandro Stielicke Germania | Ed Smith Regno Unito            |
| 17 dicembre 2011 | Sigulda     | Michi Halilovic Germania | Anton Batuev Russia       | David Michael Swift Regno Unito |
| 18 dicembre 2011 | Sigulda     | Michi Halilovic Germania | Anton Batuev Russia       | David Michael Swift Regno Unito |
| 3 febbraio 2012  | Calgary     | John Daly Stati Uniti    | Michi Halilovic Germania  | Ed Smith Regno Unito            |
| 4 febbraio 2012  | Calgary     | Michi Halilovic Germania | John Daly Stati Uniti     | Ed Smith Regno Unito            |
| 10 febbraio 2012 | Park City   | Michi Halilovic Germania | Charles Wlodarczak Canada | Kyle Tress Stati Uniti          |
| 11 febbraio 2012 | Park City   | Michi Halilovic Germania | Kyle Tress Stati Uniti    | Charles Wlodarczak Canada       |

## Classifiche

### Donne
| Pos. | Nome atleta        | Nazione     | LIL-1 | LIL-2 | SIG-1 | SIG-2 | CAL-1 | CAL-2 | PKC-1 | PKC-2 | Totale |
| ---- | ------------------ | ----------- | ----- | ----- | ----- | ----- | ----- | ----- | ----- | ----- | ------ |
| 1    | Rose McGrandle     | Regno Unito | 8     | 7     | 2     | 1     | 2     | 1     | 1     | 1     | 864    |
| 2    | Donna Creighton    | Regno Unito | 4     | 2     | 1     | 5     | 4     | 7     | 4     | 6     | 782    |
| 3    | Sophia Griebel     | Germania    | 2     | 6     | 8     | 3     | 9     | 2     | 3     | 2     | 778    |
| 4    | Lanette Prediger   | Canada      | 5     | 3     | 9     | 4     | 6     | 5     | 5     | 10    | 710    |
| 5    | Jacqueline Lölling | Germania    | 3     | 4     | 12    | 13    | 5     | 4     | 6     | 3     | 700    |
| 6    | Michelle Bartleman | Canada      | 9     | 10    | 13    | 14    | 12    | 8     | 10    | 13    | 540    |
| 7    | Elina Galieva      | Russia      | 12    | 11    | 10    | 12    | 13    | 12    | 12    | 11    | 524    |
| 8    | Micaela Widmer     | Canada      | -     | -     | 6     | 7     | 8     | 9     | 7     | 5     | 504    |
| 9    | Elizabeth Yarnold  | Regno Unito | 1     | 1     | 3     | 2     | -     | -     | -     | -     | 452    |
| 10   | Amy Williams       | Regno Unito | -     | -     | -     | -     | 1     | 3     | 2     | 4     | 428    |

### Uomini
| Pos. | Nome atleta         | Nazione     | LIL-1 | LIL-2 | SIG-1 | SIG-2 | CAL-1 | CAL-2 | PKC-1 | PKC-2 | Totale |
| ---- | ------------------- | ----------- | ----- | ----- | ----- | ----- | ----- | ----- | ----- | ----- | ------ |
| 1    | Michi Halilovic     | Germania    | 1     | 1     | 1     | 1     | 2     | 1     | 1     | 1     | 950    |
| 2    | Charles Wlodarczak  | Canada      | 5     | 5     | 5     | 4     | 4     | 4     | 2     | 3     | 776    |
| 3    | Ed Smith            | Regno Unito | 3     | 3     | 7     | 6     | 3     | 3     | 5     | 8     | 752    |
| 4    | Anton Batuev        | Russia      | 7     | 7     | 2     | 2     | 6     | 6     | 7     | 5     | 740    |
| 5    | David Michael Swift | Regno Unito | 4     | 6     | 3     | 3     | 7     | 7     | 6     | 4     | 740    |
| 6    | Robert Derman       | Canada      | 11    | 10    | 8     | 5     | 5     | 5     | 10    | 6     | 656    |
| 7    | Andrej Svistov      | Russia      | 8     | 9     | 6     | 8     | 11    | 9     | 12    | 14    | 588    |
| 8    | Yuzuru Hanyuda      | Giappone    | 10    | 8     | 12    | 14    | 12    | 11    | 13    | 9     | 540    |
| 9    | Thomas Santagato    | Stati Uniti | 13    | 13    | 14    | 16    | 9     | 9     | 8     | 12    | 520    |
| 10   | Keisuke Kondo       | Giappone    | 9     | 11    | 13    | 12    | 17    | 15    | 11    | 11    | 500    |